# Chlorochaeta vaga
Chlorochaeta vaga là một loài bướm đêm trong họ Geometridae.